# Magua wiangaree
Magua wiangaree är en spindelart som beskrevs av Davies 1998. Magua wiangaree ingår som enda art i släktet Magua och familjen Amphinectidae.
Artens utbredningsområde är New South Wales. Inga underarter finns listade i Catalogue of Life.